# Zemský okres Limburg-Weilburg
Zemský okres Limburg-Weilburg (německy Landkreis Limburg-Weilburg) je zemský okres v německé spolkové zemi Hesensko, ve vládním obvodu Gießen. Sídlem správy zemského okresu je město Limburg an der Lahn. Má přibližně 172 tisíc obyvatel. 

## Města a obce
| Města: 1. Bad Camberg 2. Hadamar 3. Limburg an der Lahn 4. Runkel 5. Weilburg | Obce: 1. Beselich 2. Brechen 3. Dornburg 4. Elbtal 5. Elz 6. Hünfelden 7. Löhnberg 8. Mengerskirchen 9. Merenberg 10. Selters 11. Villmar 12. Waldbrunn 13. Weilmünster 14. Weinbach |